# Купидон (телесериал, 2009)
«Купидон» (англ. Cupid) — американский комедийный сериал 2009 года от Роба Томаса, создателя таких сериалов как «Вероника Марс», «Мастера Вечеринок» и «90210». Купидон — это ремейк на сериал 1998 года с тем же названием, но действие перенесены из Чикаго в Нью-Йорк. Премьера состоялась 31 марта 2009 на канале ABC. В июне 2009 ABC прекратила показ сериала.

## Сюжет
Это история о Треворе Хэйле (Бобби Каннавейл) — остроумном, предприимчивом и привлекательном молодом человеке, представляющийся Купидоном, богом любви из римской мифологии. Тревор убеждён в своём божественном происхождении, однако очаровательная психолог Клэр (Сара Полсон) в этом сомневается и пытается найти объяснение его происхождения и поведения. Тревор и рассказывает, что Зевс прогнал его с Олимпа за излишнюю заносчивость. Чтобы вернуться на Олимп, Тревору, по его словам, нужно свести вместе 100 пар, не пользуясь магическими луком и стрелами амура. И пока «Купидон» помогает любящим сердцам соединиться, в его жизни тоже завязываются отношение с психологом, куда он ходит в выходные на семинары одиноких людей. Тревор верит, что влечение и страсть и есть любовь, с другой стороны, для Клэр МакКрэй любовь это результат построения дружбы и совместимости.

## В ролях
- Бобби Каннавале — Тревор Пирс — «Купидон»
- Сара Полсон — Клер МакКрэй — Психолог
- Рик Гомес — Феликс Арройо — хозяин бара XXX и наниматель Тревора
- Камилл Гуати — Лита Арройо — сестра Феликса и работница бара